# Naturschutzgebiet Eringerfelder Wald-Süd

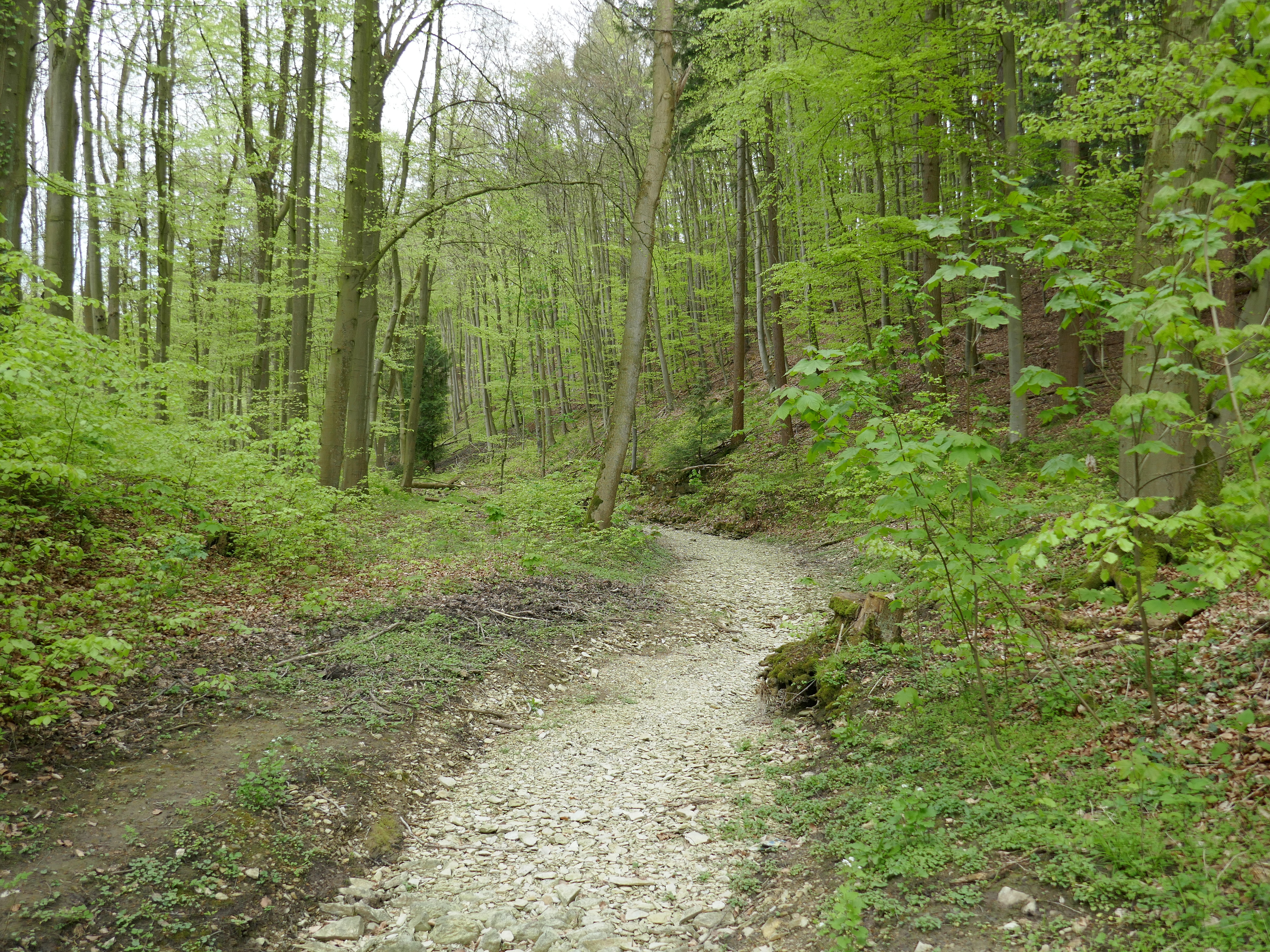
Naturschutzgebiet Eringerfelder Wald-Süd

Das Naturschutzgebiet Eringerfelder Wald-Süd ist ein 211 ha großes Naturschutzgebiet (NSG) süd-, öst- und nördlich von Eringerfeld. Das NSG liegt in den Stadtgebieten von Rüthen und Geseke im Kreis Soest in Nordrhein-Westfalen. Das Gebiet wurde 2003 von der Bezirksregierung Arnsberg per Verordnung als NSG ausgewiesen. Das NSG gehört seit 2004 zum 396 ha großen FFH-Gebiet (Nr. DE-4416-302) Eringerfelder Wald und Prövenholz. Das NSG wird durch die Bundesautobahn 44 vom 2003 ausgewiesenen Naturschutzgebiet Eringerfelder Wald-Nord und Westerschledde getrennt. Im Kreis Paderborn grenzt östlich direkt das Naturschutzgebiet Pagenholz an. Dieses NSG gehört auch zum FFH-Gebiet Eringerfelder Wald und Prövenholz.

## Gebietsbeschreibung
Bei dem NSG handelt es sich um einen großflächigen Waldkomplex mit artenreichen Rotbuchenwäldern. Im Wald befinden sich Orchideenbestände. Auch Grünland- und Gewässerbiotope wie Bäche und Quellen befinden sich im NSG. Bäche wie die Westerschledde fallen teilweise temporär trocken. Im Wald brüten Arten wie Rotmilan (Milvus milvus), Grauspecht (Picus canus), Nachtigall (Luscinia megarhynchos) und Pirol (Oriolus oriolus).